# Dynamine pebana
Espèce
Dynamine pebana  est une espèce d'insectes lépidoptères de la famille des Nymphalidae,sous-famille des Biblidinae et du genre Dynamine .

## Dénomination
Dynamine pebana a été décrit par Otto Staudinger en 1885.

### Sous-espèces
- Dynamine pebana pebana; présent en Équateur et au Pérou.
- Dynamine pebana elisa Brévignon, 1995;présent en Guyane[1].

### Noms vernaculaires
Dynamine pebana se nomme Pebana Sailor en anglais.

## Description
Dynamine pebana est un papillon au dessus des ailes blanc nacré à reflets verts bordé de marron principalement à l'apex des ailes antérieures en réservant une tache blanchenacrée et bordé de noir sur tout le tour des ailes postérieures.
Le revers des ailes antérieures est taché et rayé de blanc crème, d'ocre et de bleu-gris et celui des ailes postérieures est rayé de blanc crème et d'ocre avec deux gros ocelles noirs cerclés de jaune et pupillés de bleu..

## Écologie et distribution
Dynamine pebana est présent en Équateur, en Argentine, au Pérou et en Guyane,.

### Protection
Pas de statut de protection particulier.